# Ramstein Air Base

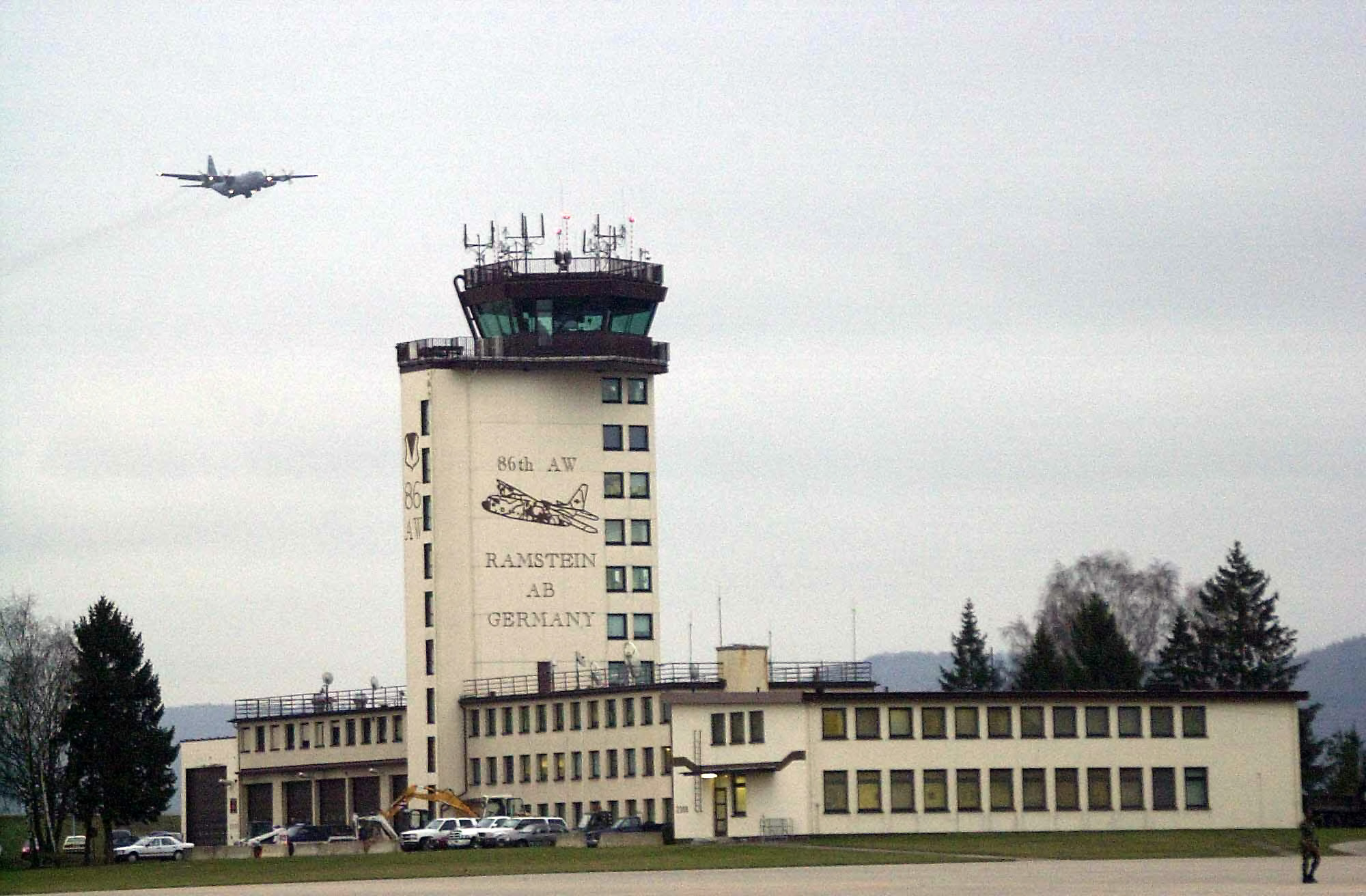
Flygledartornet vid den amerikanska flygvapenbasen Ramstein Air Base i södra Tyskland.

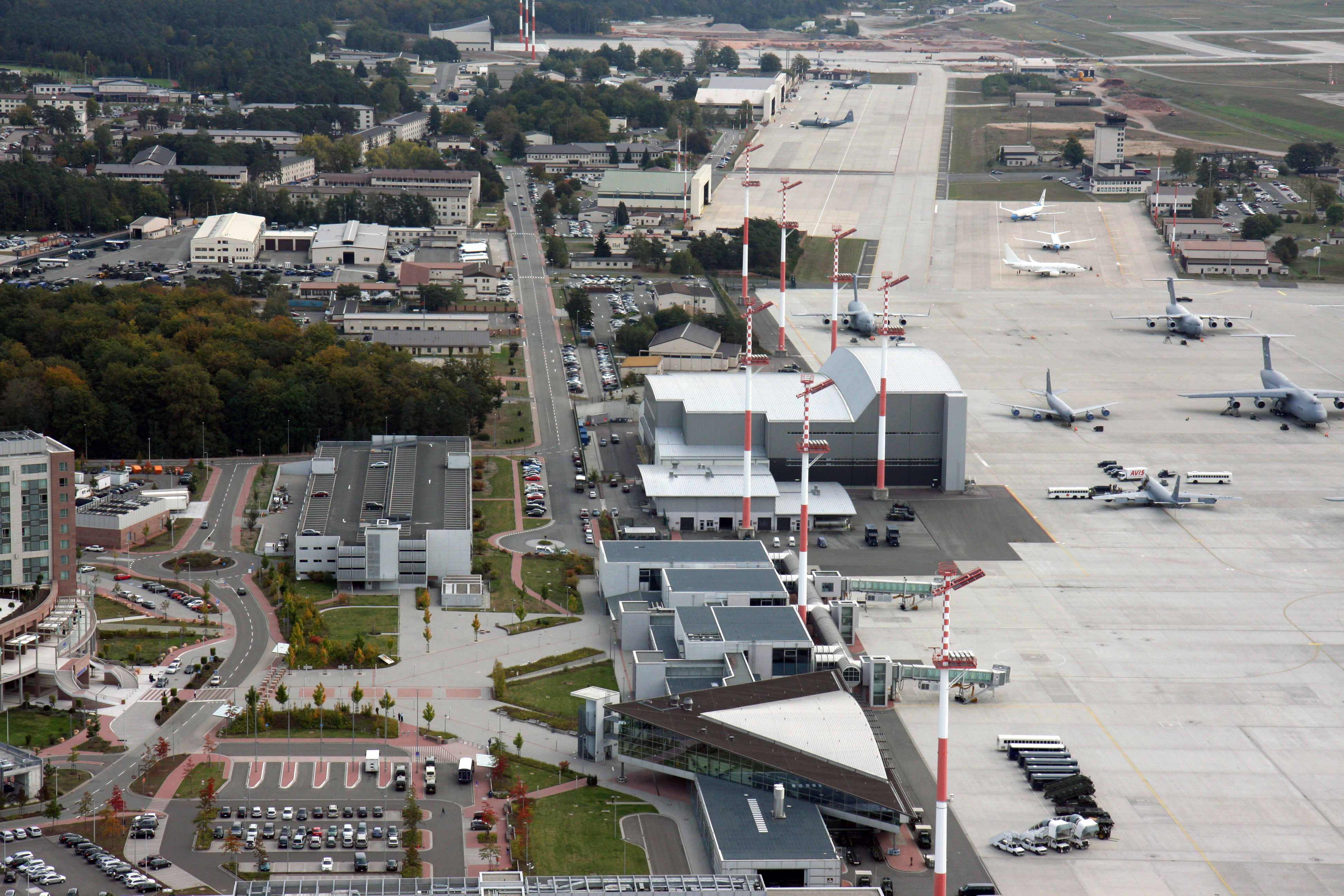
Tack vare stödet från U.S. Army och byggandet av nya ramper, hangarer, lager och en passagerarterminal mm, är flygbasen Ramstein nu en viktig knutpunkt för lufttransporter överallt i Europa.

Ramstein Air Base (IATA: RMS, ICAO: ETAR) är en amerikansk flygvapenbas (militär flygplats) i förbundslandet Rheinland-Pfalz i södra Tyskland. Ramstein Air Base är USA:s största militära bas utanför USA. 

## Verksamhet
På Ramstein finns högkvarteret för United States Air Forces in Europe (USAFE) som är flygvapenkomponenten till United States European Command (USEUCOM). Samma person som är befälhavare för USAFE är också befälhavare för Nato-kommandot Allied Air Command.
Militärbasen är som en egen stad i staden och upptar en stor yta. Den ligger intill staden Ramstein-Miesenbach. Närmaste större stad är Kaiserslautern som ligger 16 kilometer ifrån, eller K-Town som blivit amerikanernas namn på Kaiserslautern.

## Signifikativa händelser
1981 utsattes basen för en terroristattack av Röda armé-fraktionen.
Under en flyguppvisning 28 augusti 1988 havererade ett av flygplanen i det italienska flygvapnets flyguppvisningsgrupp Frecce Tricolori och störtade rakt in i publikmassan. 70 människor omkom i tragedin och över 1 000 skadades.
I samband med offentliggörandet av de hemligstämplade dokument som Edward Snowden förde till ljuset 2013, kom det fram att Ramstein Air Base är en viktig komponent i USA:s drönarprogram.

## Populärkultur
- I actionfilmen Air Force One från 1997 försöker flygplanet som för med sig USA:s president, Air Force One, att nödlanda på Ramstein Air Base, men det misslyckas på grund av kapning.

## Källor

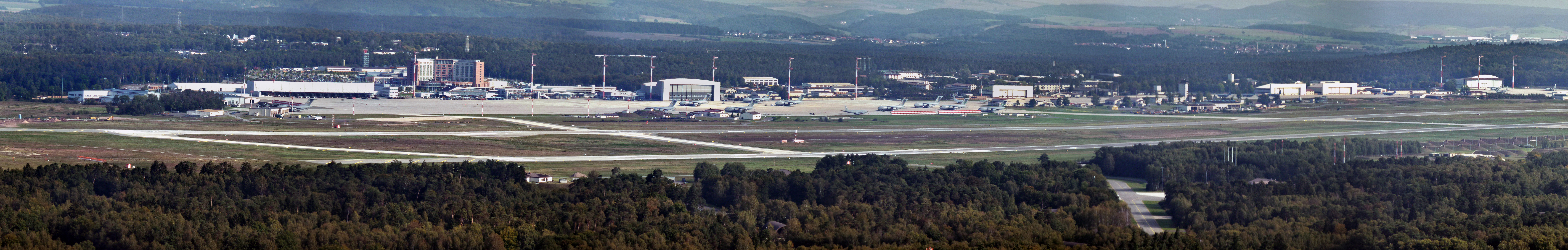
Panorama över Ramstein sett från Bismarcks tornet i Landstuhl.

### Notförteckning
1. ↑  ”RAMSTEIN AIR BASE COMMEMORATES VICTIMS OF AIRSHOW TRAGEDY” (på engelska). ac.nato.int. Allied Air Command. 2018. https://ac.nato.int/archive/2018/ramstein-air-base-commemorates-victims-of-airshow-tragedy. Läst 27 mars 2023.
2. ↑  ”US Ramstein Base Key in Drone Attacks”. Spiegel. http://www.spiegel.de/international/germany/ramstein-base-in-germany-a-key-center-in-us-drone-war-a-1029279.html.